# (159) Эмилия
(159) Эмилия (лат. Æmilia) — крупный астероид главного пояса, который принадлежит к спектральному классу C, поэтому он имеет очень тёмную поверхность, богатую простейшими углеродными соединениями. Астероид был открыт 26 января 1876 года французскими астрономами братьями Полем и Проспером Генри и назван в честь Эмилиевой дороги, римской дороги в Италии, связывающей города Пьяченца и Римини.
Поверхность астероида покрыта многочисленными кратерами, что, вероятно, является результатом его соседства с семейством Гигеи. Орбита Эмилии близка к орбитам астероидов этого семейства, но его принадлежность к нему пока не доказана. 
Покрытие звёзд этим астероидом было зафиксировано трижды: в 2001, 2003 годах и 1 сентября 2016 года — в Москве, российским астроном-любителем Филиппом Романовым